# 北方文化博物館

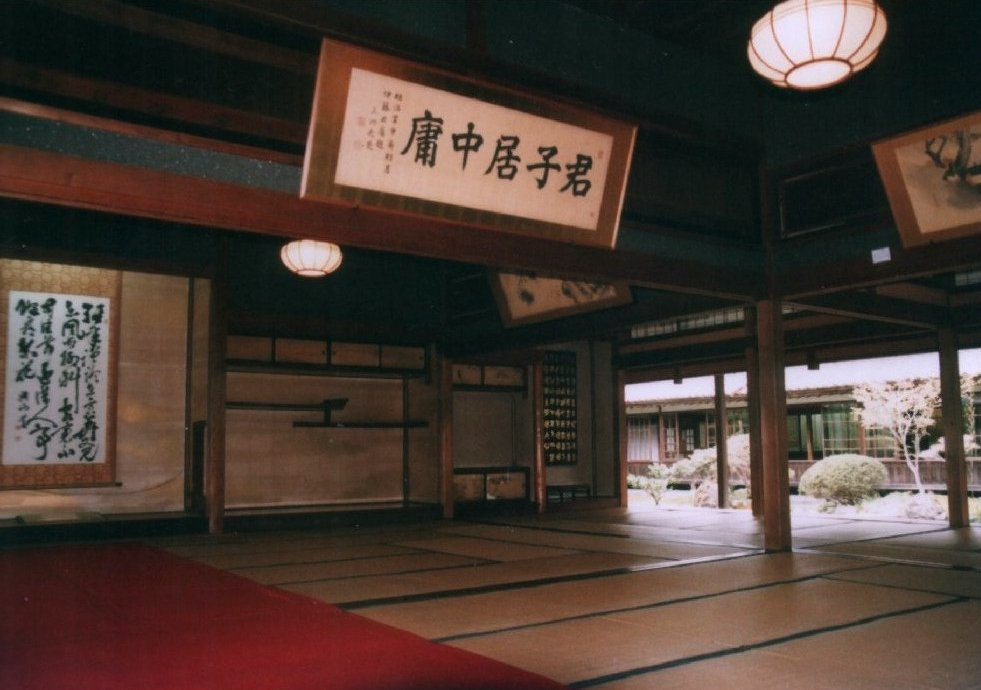
大広間の南面座敷

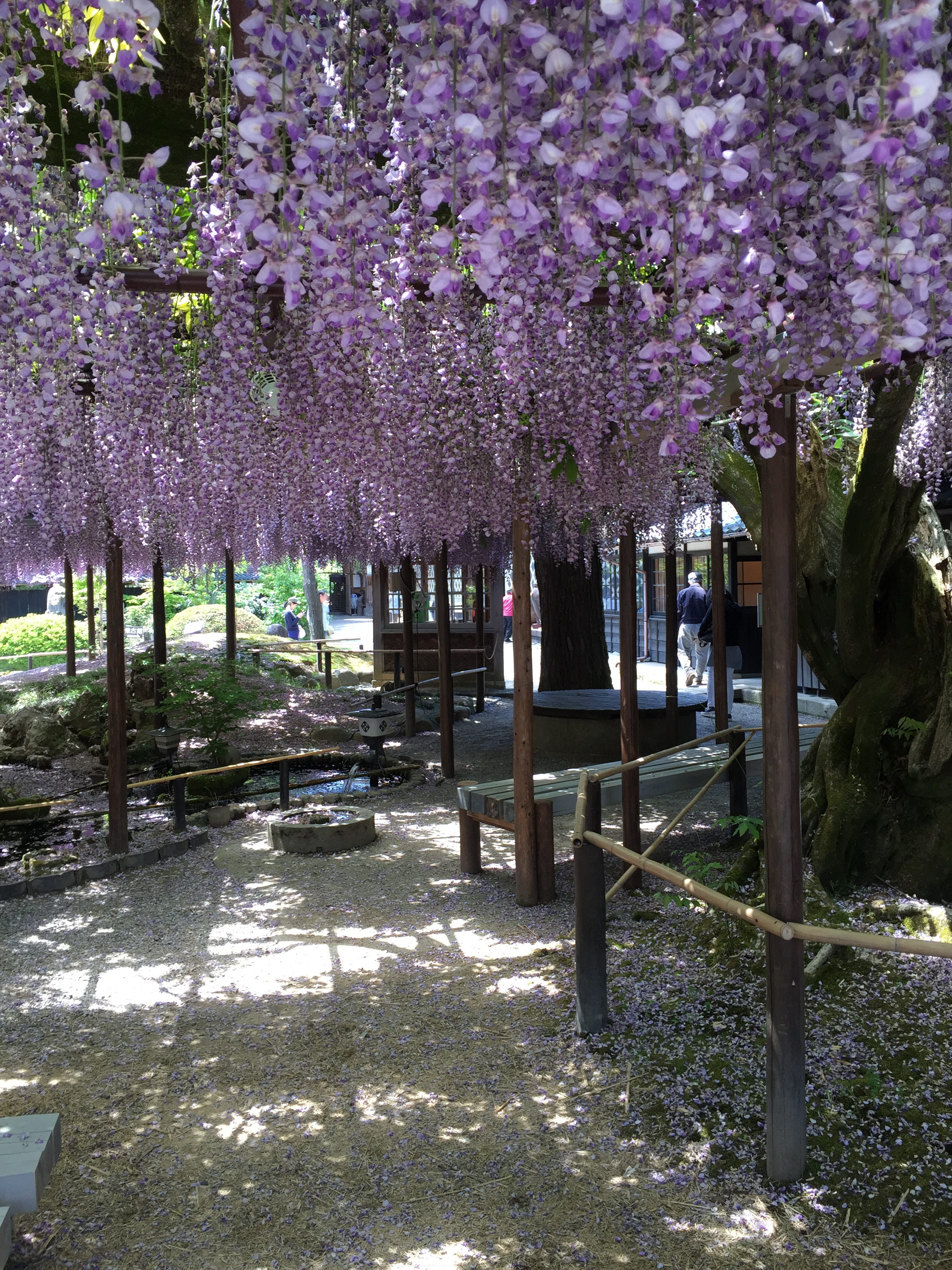
北方文化博物館の藤棚

北方文化博物館（ほっぽうぶんかはくぶつかん）は、新潟県新潟市江南区沢海（そうみ）にある戦後初の私立博物館。第二次世界大戦後の農地改革で、財団法人（史蹟文化振興会）の道を選択し、豪農・伊藤文吉の邸宅を米国連合国最高司令官総司令部（GHQ）の民間情報教育部門（CIE）の長として着任したラルフ・E・ライト中尉の援助のもと、博物館として整備した。美術工芸品や考古資料等を展示している。運営主体は一般財団法人北方文化博物館。理事長は八代目伊藤文吉没後、伊藤家南浜分家当主・伊藤勝也（新潟分館館長）が就任した。
分館として新潟市中央区南浜通に会津八一が晩年を過ごした新潟分館、新発田市大栄町に新発田藩下屋敷であった清水園（しみずえん）がある。

## 文化財

### 重要文化財（国指定）
- 雪村友梅墨跡（梅花詩）[7] - 鎌倉時代の作品と言われる。1960年6月9日重文指定[8]。
- 旧新発田藩足軽長屋[8]　- 新発田市諏訪町3丁目3番3号に所在 北方文化博物館が所有。1969年12月18日重文指定[8]。

### 登録有形文化財

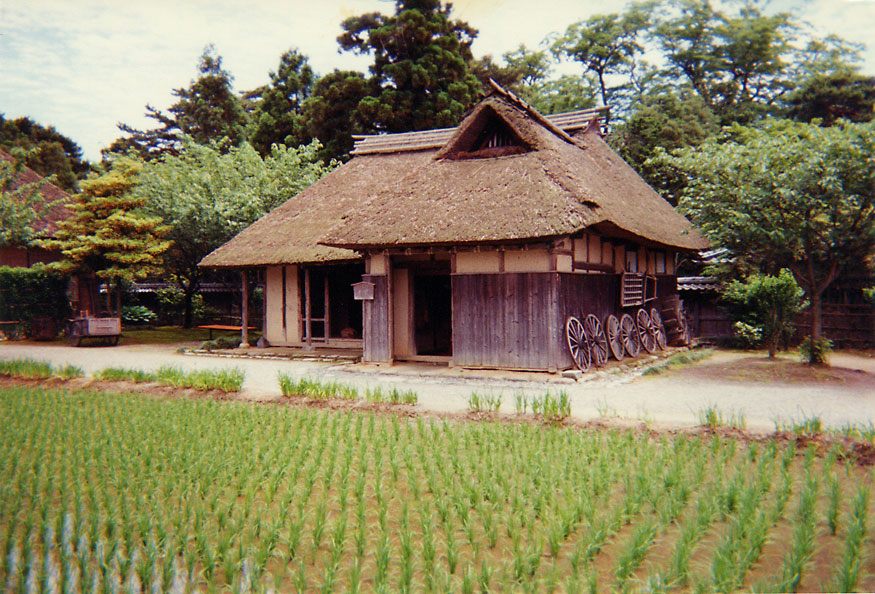
館内にある水田と刈羽の民家（江戸時代）

2000年4月28日、主屋をはじめとした主要建造物計26件について、国の登録有形文化財に登録された。主要建物は1882年（明治15年）から1889年（明治22年）の建立である。なお新潟分館についても、主屋等計7件について同日登録されている。
（本館）
- 主屋
- 大広間
- 内土蔵
- 湯殿
- 銅門及び塀
- 新座敷
- 三楽亭
- 佐渡看亭
- いはのや
- 積翠庵・是空軒
- 帳庫
- 土蔵門
- 門土蔵
- 井戸小屋
- 集古館
- 旧作業場
- 大工場
- 店蔵
- 味噌蔵
- 刈羽民家
- 吉ヶ平民家
- 常盤荘
- 大呂庵
- 東蔵
- 米蔵
- 塀

（新潟分館）
- 主屋
- 洋館
- 茶室
- 待合
- 土蔵
- 表門
- 煉瓦塀

### 国の名勝
- 新発田藩下屋敷（清水谷御殿）庭園（新発田市所在）

## 交通アクセス
本館（江南区沢海）

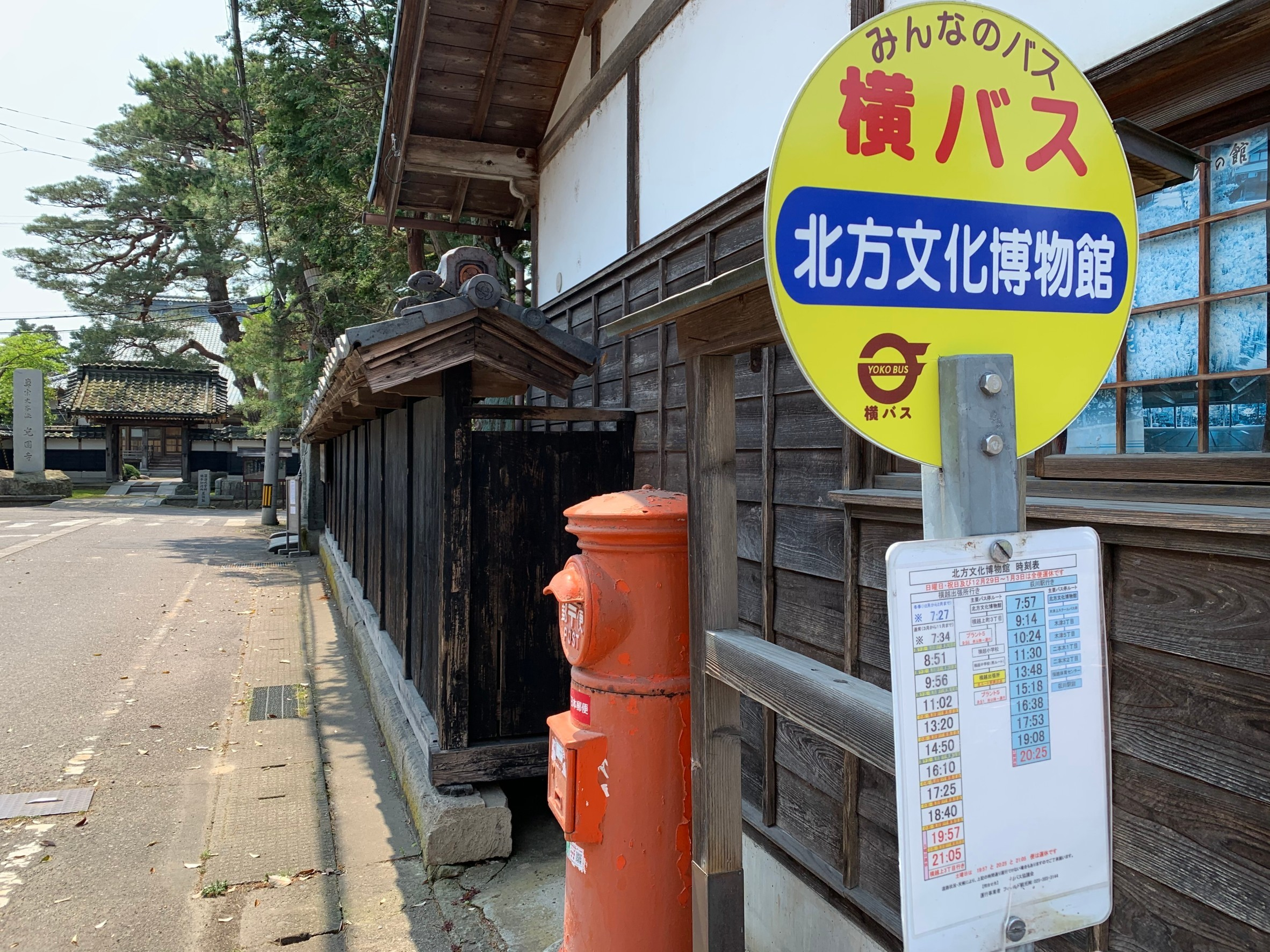
本館前に位置する横バスの「北方文化博物館」停留所（2020年5月）

- 新潟交通観光バス S9 亀田・横越線 S94・S95系統（万代シテイバスセンターおよびJR新潟駅万代口、JR亀田駅西口発着） 「上沢海博物館前」バス停（県道17号沿い）より徒歩約2分
- コミュニティバス「横バス」南ルート（JR荻川駅東口発着、平日および土曜日のみ運行） 「北方文化博物館」バス停より徒歩すぐ[9]
- このほか、紅葉時など新潟駅南口発着のシャトルバス運行有り[10]

新潟分館（中央区南浜通）
- 旧齋藤家別邸の向かいに立地する。
- 新潟市観光循環バス 「北方文化博物館新潟分館前」バス停より徒歩すぐ
- 新潟交通 C2 「西大畑」バス停より徒歩約6分 ※往路のみ停車するため復路は「神宮前」バス停などを利用。
- BRT萬代橋ライン 「古町」バス停より徒歩約10分

清水園（新発田市）
- 「清水園#交通アクセス」を参照。

## 周辺
本館の周辺は江戸時代初期に沢海藩が置かれた場所であり、歴史的なまちなみや寺院がある。